# Abdullah Shuhail
Abdullah Shuhail (Arabia Saudita, 22 de enero de 1985) es un exfutbolista de Arabia Saudita que jugaba en la posición de defensa.

## Carrera

### Club
| Periodo   | Club         |
| --------- | ------------ |
| 2004-2015 | Al-Shabab FC |
| 2015–2017 | Ittihad FC   |

### Selección nacional
Jugó para Arabia Saudita en 32 ocasiones de 2008 a 2017 y anotó un gol; participó en la Copa Asiática 2011.

## Logros
- Liga Profesional Saudí (2): 2005-06, 2011-12
- Copa del Rey de Campeones (2): 2008, 2009
- Copa del Príncipe de la Corona Saudí (1): 2017